# Lu Lin
Lu Lin (吕林; 6 aprile 1969) è un tennistavolista cinese.